# Sandton

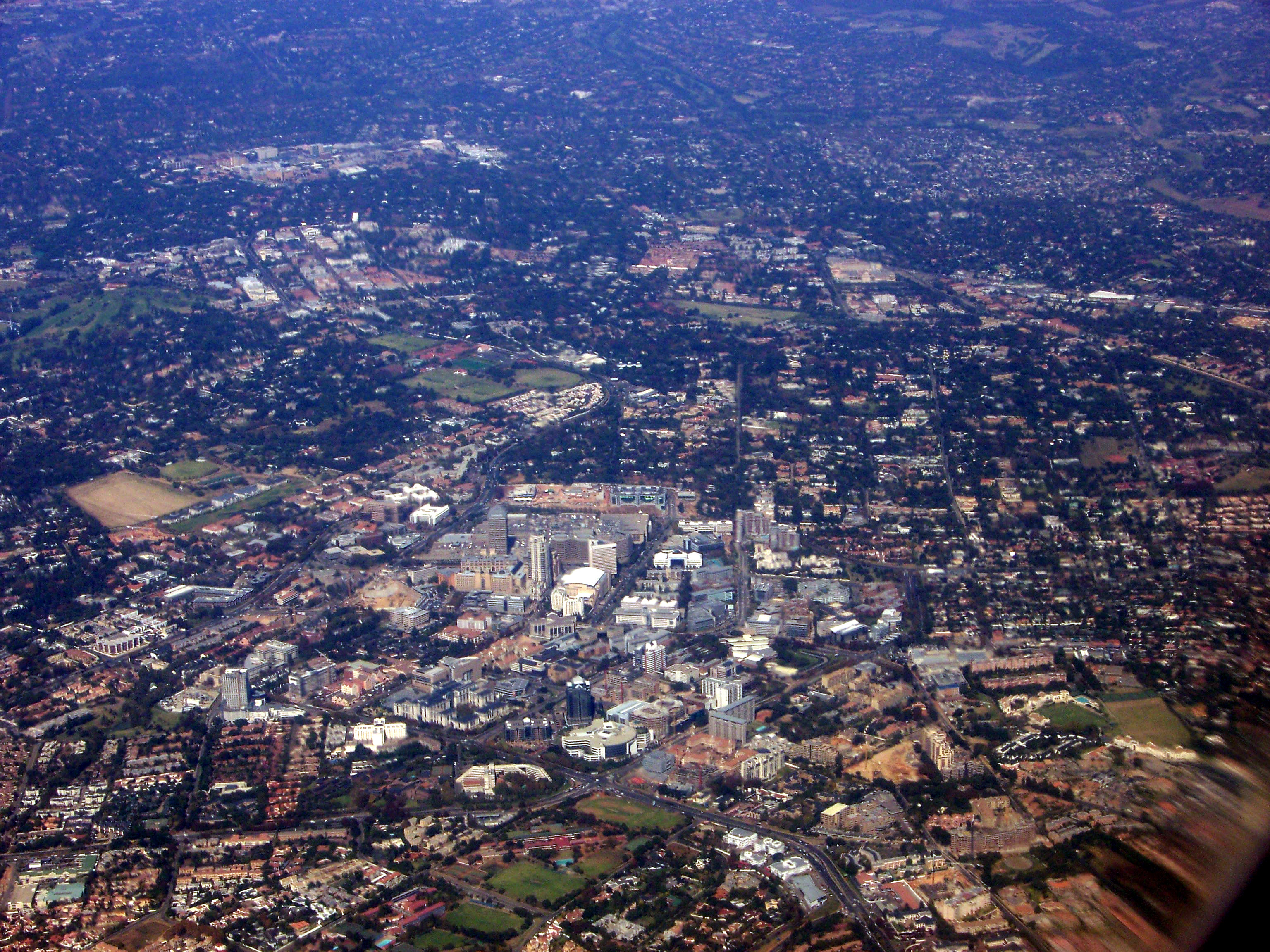
Sandton vanuit de lucht gezien

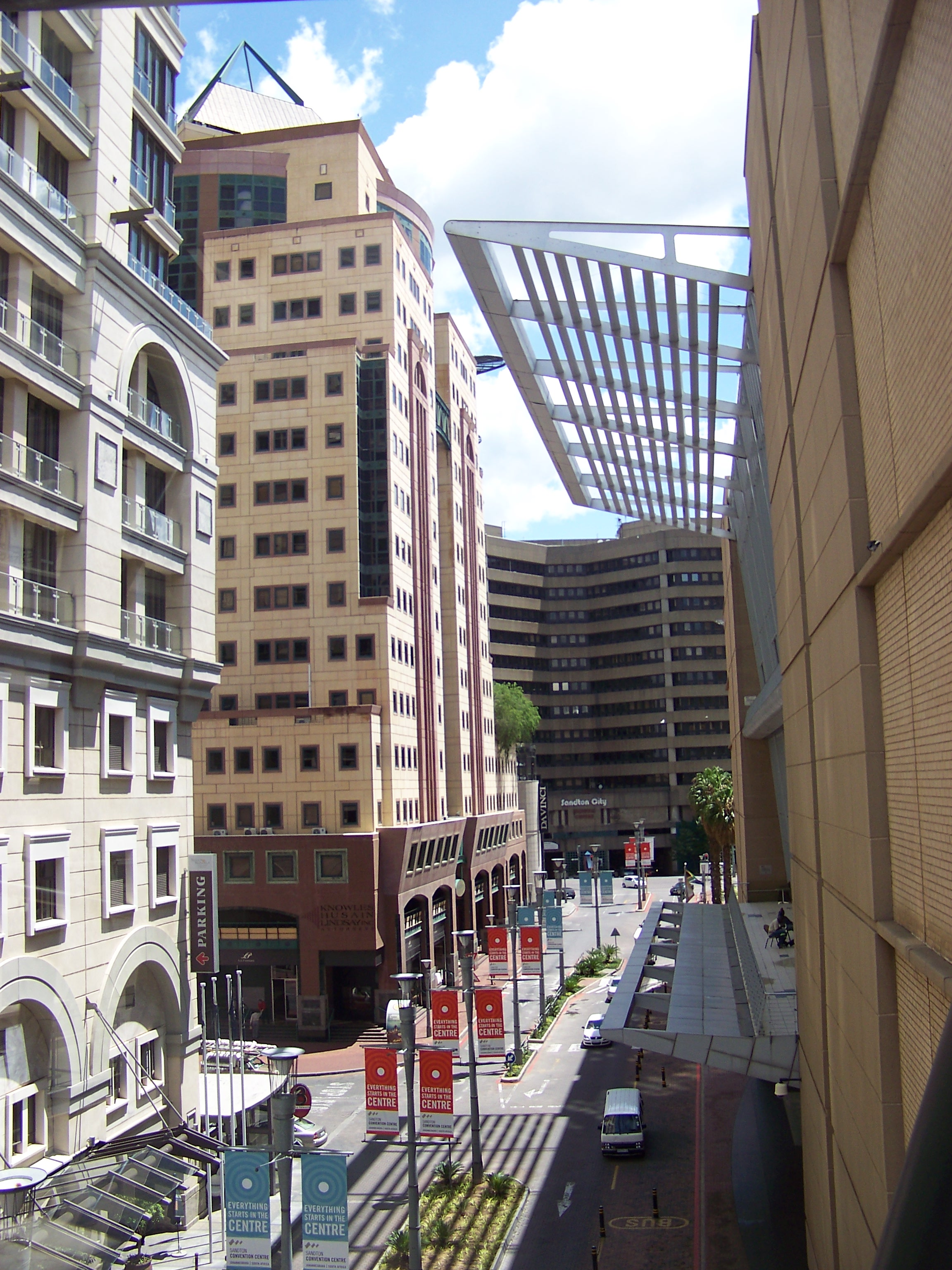
De Maude Street in Sandton

Sandton is een zeer welvarend gebied binnen de grootstedelijke gemeente van het Zuid-Afrikaanse Johannesburg. Er wonen ongeveer 222.000 personen, waarvan de helft blank en zo'n derde zwart is. De meerderheid van de bevolking bezigt de Engelse taal (64 procent), op grote afstand gevolgd door het Afrikaans (7 procent).
Het statistisch als 'hoofdplaats' aangeduide gebied ligt in het noordelijk deel van de gemeente en dankt zijn naam aan twee van zijn buitenwijken: Sandown en Bryanston. Opvallend zijn de wolkenkrabbers waarvan de Michelangelo Towers met 140 meter de kroon spant.

## Geschiedenis
Voordat de Europeanen dit gebied betraden woonden hier inheemse volkeren, met name de Tswana. In de 19e eeuw namen de Voortrekkers het in bezit en ontstond langzamerhand de nederzetting die tegenwoordig Sandton wordt genoemd. Na in 1969 een zelfstandige gemeente te zijn geworden, werd Sandton bij de reorganisatie van de lagere overheid die plaatsvond na het einde van de apartheid in de jaren negentig uiteindelijk bij Johannesburg ondergebracht.

## Economie
Sandton is de belangrijkste zakenwijk van Johannesburg en geldt als het nieuwe financiële centrum van Zuid-Afrika. Het vormt hierdoor een van de duurste gebieden in Zuid-Afrika en zelfs van het werelddeel Afrika.
In Sandton zijn onder meer gevestigd:
- Het hoofdkantoor van Nedbank, een van de vier grootste banken van Zuid-Afrika
- De Johannesburg Securities Exchange (JSE), de grootste effectenbeurs van Afrika
- De winkelcentra Sandton City en Nelson Mandela Square (vroeger Sandton Square geheten), tezamen het grootste winkelcentrumcomplex van Afrika

Bij Sandton gelegen:
- Lanseria International Airport, internationaal vliegveld waarvan in de dienstregeling Sandton staat vermeld

## Sport
In Sandton zijn een aantal wedstrijden van de Sunshine Tour gespeeld, een golftoernooi dat jaarlijks in zuidelijk Afrika wordt gehouden.

## Geboren
- Irvette van Blerk /van Zyl (1987), langeafstandsloopster
- Oscar Pistorius (1986), hardloper